# باميلا تيفين
باميلا تيفين (بالإنجليزية: Pamela Tiffin)‏ (و. 1942  م) هي عارضة، وممثلة تلفزيونية، وممثلة أفلام، وممثلة مسرحية أمريكية، ولدت في أوكلاهوما سيتي، أوكلاهوما.

## جوائز
حصلت على جوائز منها:

جائزة المسرح العالمي (1967)

## وصلات خارجية
- باميلا تيفين على موقع IMDb (الإنجليزية)
- باميلا تيفين على موقع روتن توميتوز (الإنجليزية)
- باميلا تيفين على موقع ألو سيني (الفرنسية)
- باميلا تيفين على موقع أول موفي (الإنجليزية)
- باميلا تيفين على موقع قاعدة بيانات برودواي على الإنترنت (الإنجليزية)
- باميلا تيفين على موقع قاعدة بيانات الأفلام السويدية (السويدية)
- باميلا تيفين على موقع إن إن دي بي (الإنجليزية)
- باميلا تيفين على موقع قاعدة بيانات الفيلم (الإنجليزية)
- باميلا تيفين على موقع كينوبويسك (الروسية)